# Greg Burke

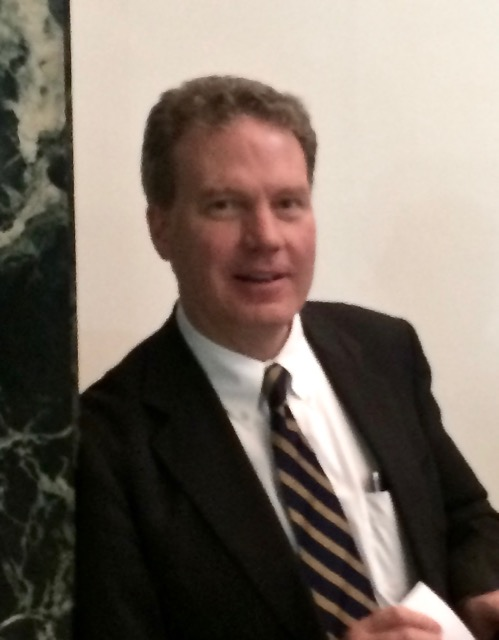
Gregory Burke (2016)

Gregory Joseph „Greg“ Burke (* 8. November 1959 in St. Louis, Missouri) ist ein US-amerikanischer Journalist. Er war von August 2016 bis Ende 2018 Pressesprecher des Heiligen Stuhls.

## Leben
Burke wuchs in einer katholischen Familie auf und besuchte eine Jesuitenschule in seiner Heimatstadt. Er studierte an der Columbia University in New York und machte 1983 seinen Abschluss in vergleichender Literaturwissenschaft. Der Amerikaner ist Journalist und arbeitete zunächst als Vaticanista in Rom für das National Catholic Register, ab 1990 für das Time-Magazin. Im Anschluss arbeitete er für den großen Nachrichtenkanal Fox News. 2012 wurde er Kommunikationsberater im vatikanischen Staatssekretariat. Seit Dezember 2015 war er bereits stellvertretender Sprecher. Er löste zum 1. August 2016 den italienischen Priester Federico Lombardi (SJ) ab, der mit 73 Jahren nach zehn Jahren im Amt zurücktrat. Burke gehört dem  Opus Dei an. Die Bestellung wurde am 11. Juli 2016 bekanntgegeben. Burke unterstand dem Dikasterium für die Kommunikation.
Zum Jahresende 2018 traten Greg Burke und seine Vizesprecherin Paloma García Ovejero überraschend zurück.
Burke spricht neben Englisch Italienisch, Spanisch und Französisch.